# Старина (Валдайский район)
Старина — деревня в Валдайском районе Новгородской области. Входит в состав Едровского сельского поселения.

## География
Деревня расположена недалеко от районного центра — Валдая.

### Часовой пояс
Деревня Старина как и вся Новгородская область, находится в часовой зоне МСК (московское время). Смещение применяемого времени относительно UTC составляет +3:00.

## Население
| 2010 |
| ---- |
| 34   |

## Уроженцы
- Герасимов, Михаил Иванович[вд]	(1919—1971) — партизан Великой Отечественной войны, командир партизанской бригады имени В. М. Молотова[вд].